# Coppa delle nazioni UNCAF 1997
La Coppa delle nazioni UNCAF 1997 (UNCAF Nations Cup 1997) fu la quarta edizione della Coppa delle nazioni UNCAF, la competizione calcistica per nazione organizzata dall'UNCAF. La competizione si svolse a Città del Guatemala dal 16 aprile al 27 aprile 1997 e vide la partecipazione di sei squadre: Costa Rica, El Salvador, Guatemala, Honduras, Nicaragua e Panama. Il torneo, che si tiene ogni due anni a partire dal 1991, vale anche come qualificazione per la CONCACAF Gold Cup.
L'UNCAF organizzò questa competizione dal 1991 al 2009 sotto il nome di Coppa delle nazioni UNCAF; dall'edizione del 2011 cambiò nome e divenne Coppa centroamericana.

## Formula
- Qualificazioni

Playoff - 2 squadre, giocano playoff di andata e ritorno, la vincente si qualifica alla fase finale della Coppa delle nazioni UNCAF 1997.
- Fase Finale

Fase a gruppi - 6 squadre, divisi in due gruppi da tre squadre. Giocano partite di sola andata, la prima e la seconda classificata si qualificano al girone finale.
Girone finale - 4 squadre, giocano partite di sola andata. La vincente si laurea campione UNCAF. Le prime tre classificate si qualificano alla fase finale della CONCACAF Gold Cup 1998.

## Stadi
| Città del Guatemala           | Città del Guatemala |
| Estadio Nacional Mateo Flores | Città del Guatemala |
| Capienza: 26.000              | Città del Guatemala |
|                               | Città del Guatemala |

## Squadre partecipanti
| Pr. | Squadra     | Data di qualificazione certa | Partecipante in quanto                                         | Partecipazioni precedenti al torneo | Ultima presenza  |
| --- | ----------- | ---------------------------- | -------------------------------------------------------------- | ----------------------------------- | ---------------- |
| 1   | Guatemala   | -                            | Rappresentativa della nazione organizzatrice della fase finale | 2 (1991, 1995)                      | El Salvador 1995 |
| 2   | Costa Rica  | -                            | Qualificata di diritto                                         | 3 (1991, 1993, 1995)                | El Salvador 1995 |
| 3   | El Salvador | -                            | Qualificata di diritto                                         | 3 (1991, 1993, 1995)                | El Salvador 1995 |
| 4   | Honduras    | -                            | Qualificata di diritto                                         | 3 (1991, 1993, 1995)                | El Salvador 1995 |
| 5   | Nicaragua   | -                            | Qualificata di diritto                                         | -                                   | Esordiente       |
| 6   | Panama      | 30 marzo 1997                | Vincente del playoff della fase finale di qualificazione       | 2 (1993, 1995)                      | El Salvador 1995 |

Nella sezione "partecipazioni precedenti al torneo", le date in grassetto indicano che la nazione ha vinto quella edizione del torneo, mentre le date in corsivo indicano la nazione ospitante.

## Fase finale

### Fase a gruppi

#### Gruppo A

##### Classifica
| Pos | Squadra    | P.ti | G | V | N | P | GF | GS | DR |
| --- | ---------- | ---- | - | - | - | - | -- | -- | -- |
| 1   | Guatemala  | 4    | 2 | 1 | 1 | 0 | 7  | 2  | +5 |
| 2   | Costa Rica | 4    | 2 | 1 | 1 | 0 | 6  | 2  | +4 |
| 3   | Nicaragua  | 0    | 2 | 0 | 0 | 2 | 2  | 11 | -9 |

Guatemala e Costa Rica qualificate al girone finale.

##### Risultati
| Arbitro: | Archundia |

|          |           |            |
| Plata 7’ | Marcatori | 43’ Oviedo |

| Arbitro: | Alfaro |

|                                           |           |            |
| Arnáez 13’ Ramírez 18’ 42’ 48’ Oviedo 39’ | Marcatori | 55’ Taylor |

| Arbitro: | Calix |

|                                                                  |           |              |
| Machón 2’ Plata 5’ 40’ (rig.) Westphal 13’ Funes 63’ Samoyoa 75’ | Marcatori | 31’ Bermudez |

#### Gruppo B

##### Classifica
| Pos | Squadra     | P.ti | G | V | N | P | GF | GS | DR |
| --- | ----------- | ---- | - | - | - | - | -- | -- | -- |
| 1   | Honduras    | 6    | 2 | 2 | 0 | 0 | 8  | 0  | +8 |
| 2   | El Salvador | 3    | 2 | 1 | 0 | 1 | 2  | 3  | -1 |
| 3   | Panama      | 0    | 2 | 0 | 0 | 2 | 0  | 7  | -7 |

Honduras e El Salvador qualificate al girone finale.

##### Risultati
| Arbitro: | Mendizábal |

|                                             |           |  |
| Velásquez 1’ 11’ 16’ 45’ (rig.) Guevara 73’ | Marcatori |  |

| Arbitro: | Prendergast |

|                                   |           |  |
| Velásquez 4’ 25’ (rig.) Núñez 21’ | Marcatori |  |

| Arbitro: | Porras |

|                       |           |  |
| Montes 63’ Guerra 77’ | Marcatori |  |

### Girone finale

#### Classifica
| Pos | Squadra     | P.ti | G | V | N | P | GF | GS | DR |
| --- | ----------- | ---- | - | - | - | - | -- | -- | -- |
| 1   | Costa Rica  | 7    | 3 | 2 | 1 | 0 | 6  | 1  | +5 |
| 2   | Guatemala   | 7    | 3 | 2 | 1 | 0 | 3  | 1  | +2 |
| 3   | El Salvador | 1    | 3 | 0 | 1 | 2 | 0  | 2  | -2 |
| 4   | Honduras    | 1    | 3 | 0 | 1 | 2 | 0  | 5  | -5 |

Costa Rica, Guatemala e El Salvador qualificate alla CONCACAF Gold Cup 1998.

#### Risultati
| Arbitro: | Alfaro |

|  |           |                             |
|  | Marcatori | 5’ 8’ 71’ Fonseca 44’ López |

| Arbitro: | Archundia |

|           |           |  |
| Funes 55’ | Marcatori |  |

| Arbitro: | Prendergast |

|           |           |  |
| Plata 50’ | Marcatori |  |

| Arbitro: | Archundia |

|            |           |  |
| Arnáez 72’ | Marcatori |  |

| Città del Guatemala 27 aprile 1997 | Honduras | 0 – 0 | El Salvador | Estadio Nacional Mateo Flores (29.900 spett.)\| Arbitro: \| Porras \| |
| Arbitro:                           | Porras   |       |             |                                                                       |

| Arbitro: | Prendergast |

|           |           |            |
| Funes 87’ | Marcatori | 2’ Fonseca |

## Statistiche

### Classifica marcatori
6 reti
- Wilmer Velásquez

4 reti
- Rolando Fonseca
- Juan Carlos Plata

3 reti
- Oscar Ramírez
- Juan Manuel Funes

2 reti
- Luis Diego Arnáez
- Allan Oviedo

1 rete
- Wílmer López
- Waldir Guerra
- Elias Montes
- Martín Machón
- Oscar Samoyoa
- Edwin Westphal
- Amado Guevara
- Milton Núñez
- José Maria Bermudez
- David Taylor

### Migliore formazione
- Erick Lonnis
- Harold Wallace
- Mauricio Wright
- Wilfredo Iraheta
- Martín Machón
- Juan Manuel Funes
- Luis Diego Arnáez
- Amado Guevara
- Juan Carlos Plata
- Rolando Fonseca
- Wilmer Velásquez